# Canicule (roman)
Pour les articles homonymes, voir Canicule (homonymie).
Canicule est un roman de Jean Vautrin, paru en 1982.
Ce roman est adapté au cinéma par Yves Boisset sous le titre Canicule, ainsi que pour une bande dessinée de Baru, parue en avril 2013 aux éditions Casterman.

## Résumé
Un braqueur américain qui a réussi le « coup du siècle » est en cavale dans la Beauce avec son butin. Pourchassé par les policiers, le destin l'emmène dans une ferme de la Beauce, habitée par des énergumènes, ploucs authentiques, gamin déluré, nymphomane, ouvriers agricoles savoureux.
Le magot connaîtra un destin capricieux et les protagonistes une fin sanglante.

## Adaptations

### Au cinéma
- 1984 : Canicule, film franco-britannique réalisé par Yves Boisset, d'après le roman éponyme de Jean Vautrin, avec Lee Marvin, Miou-Miou et Jean Carmet

### En bande dessinée
- Canicule de Baru, d'après le roman éponyme de Jean Vautrin, Paris, Éditions Casterman,  2013  (ISBN 978-2-203-05931-3)